# داگ آلیسون (بازیکن فوتبال)
داگ آلیسون (انگلیسی: Doug Allison؛ زادهٔ ۱ ژانویهٔ ۱۹۶۲) بازیکن فوتبال اهل بریتانیا است.